# Heros Motorrad-Motoren- & Getriebebau

Logo der Heros Motorrad-Motoren- & Getriebebau

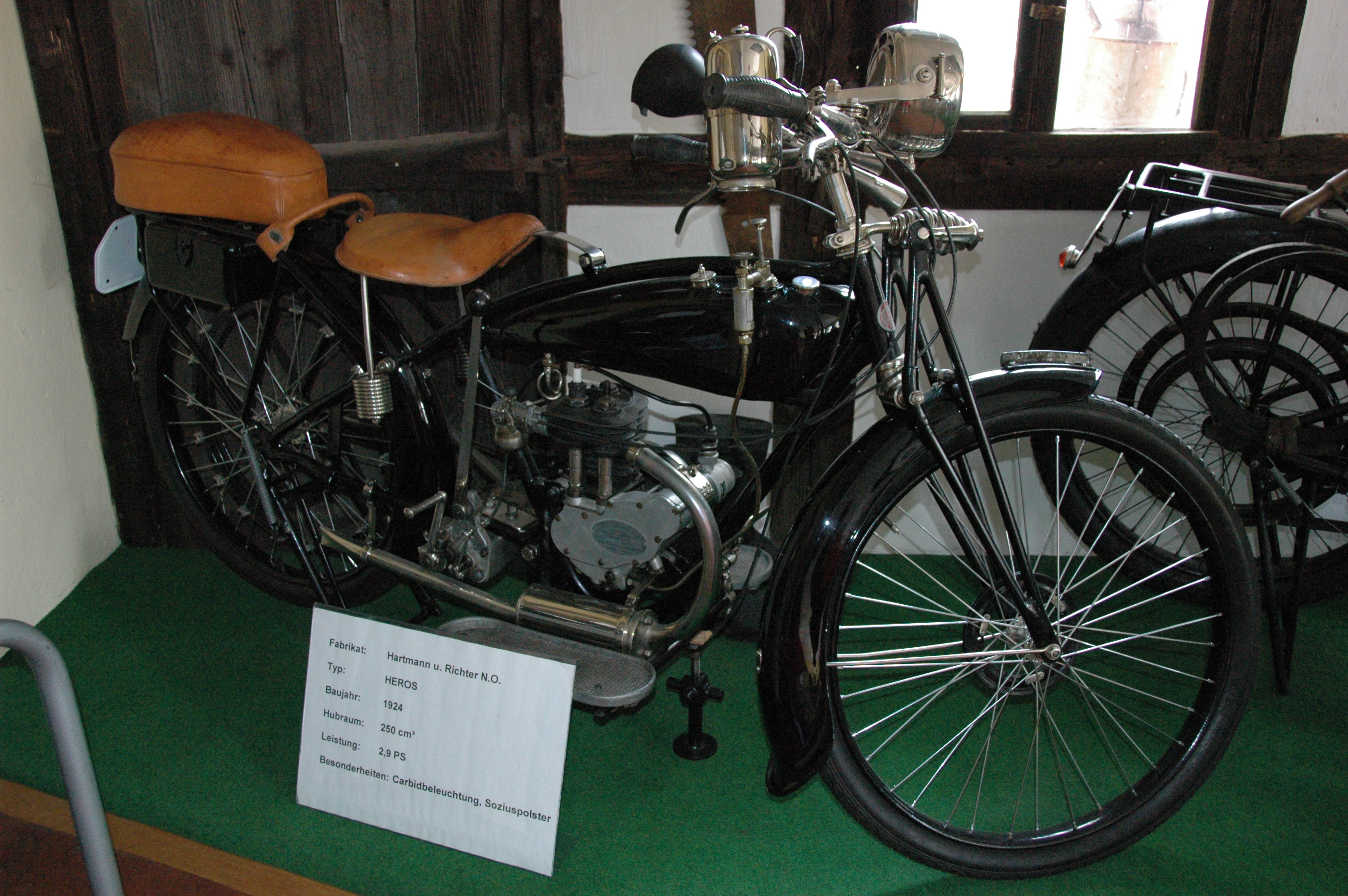
Eine Hartmann & Richter Heros 250 cm³ von 1924 im Motorrad- und Technikmuseum Großschönau

Die Firma Heros Motorrad-Motoren- & Getriebebau ist ein historischer Hersteller von Hilfsmotoren und Motorrädern aus Oderwitz. Sie wurde 1921 unter dem Namen Motorenwerk Zittau, Hartmann & Richter, Niederoderwitz O.L. gegründet und 1925 umbenannt. 1929 wurde die Fertigung eingestellt.
Neben der Marke Heros wurde hier auch die Marke Ares gefertigt, die identisch mit der Stammmarke war; beide wurden nur in Kleinserie gefertigt. Vor der Umbenennung wurde auch die Marke H. & R. hergestellt. Zur Produktpalette des Unternehmens gehörten verschiedene Leichtkrafträder sowie die zugehörigen Motoren und Getriebe. Die Motorräder und Hilfsmotoren wurden mit einer SV-Ventilsteuerung ausgestattet und verfügten bis 1928 über ein Riemengetriebe.